# Herrschaft Altenburg
Die Herrschaft Altenburg war eine Grundherrschaft im östlichen Viertel ober dem Manhartsberg im Erzherzogtum Österreich unter der Enns, dem heutigen Niederösterreich.

## Ausdehnung
Die Herrschaft Altenburg, die über Güter Sankt Marein und Wiesend verfügte, umfasste zuletzt die Ortsobrigkeit über Altenburg, Burgerwiesen, Mühlfeld, Mahrersdorf, Fuglau, Brunn, Dappach, St. Marein, Wuzendorf, Fürwald, Ullrichschlag, Mazles, Mayerhöfen, Buttendorf, Sachsendorf und Kleinburgstall. Der Sitz der Verwaltung befand sich im Stift Altenburg.

## Geschichte
Die Herrschaft, die mit dem Stift Altenburg eng verbunden war, verfügte über Güter in St. Marein und Wisent. Letzter Inhaber war der damalige Abt des Stiftes, Honorius Burger, bevor die Herrschaft nach den Reformen 1848/1849 aufgelöst wurde.